# أسطول غواصات يو الثلاثون
أسطول غواصات يو الثلاثون ("30. Unterseebootsflottille ") لبحرية ألمانيا النازية كريغسمرينه تم تشكيله في أكتوبر 1942. وصلت ستة غواصات يو إلى البحر الأسود بعد نقلها عبر البر والقنوات  وتم تشغيلها من موانئ كونستانتسا وفيودوسيا من 1942 إلى 1944.

## التاريخ

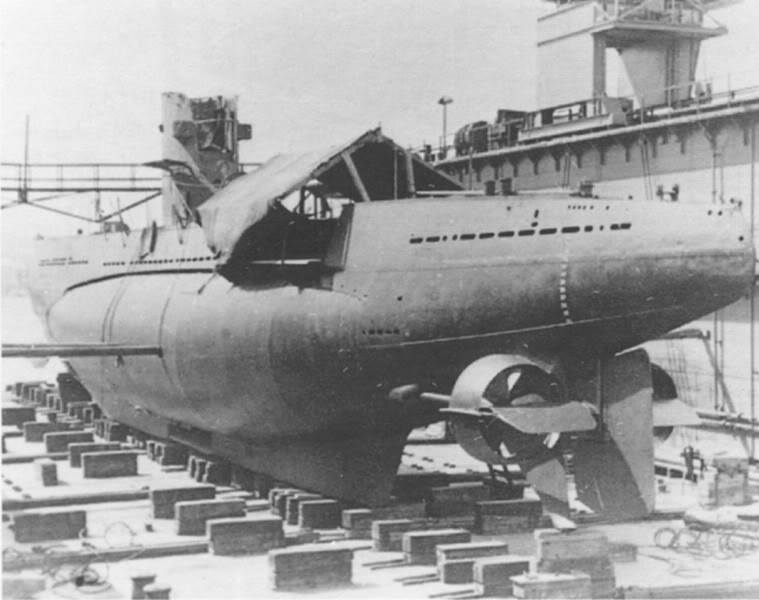
يتم إعادة تجميع يو-18 في Galați، رومانيا

في الحرب العالمية الأولى، تم نقل غواصات الإمبراطورية الألمانية عبر السكك الحديدية إلى أسطول بولا المتمركز في البحر الأدرياتيكي. مع تركيا كحليف للقوات المركزية، يمكن للبحرية الإمبراطورية الألمانية أيضًا الوصول إلى البحر الأسود عبر الدردنيل والبوسفور، حيث كان أسطول القسطنطينية. في الحرب العالمية الثانية، خلال عملية بارباروسا، اشتبكت لوفتفافه مع أسطول البحر الأسود السوفيتي، ولكن في الحصار الروماني لأوديسا (1941)، لا يمكن منع إخلاء قوات الجيش الأحمر عبر البحر مع توفر القوات البحرية الهزيلة المتاحة. تاسس في أكتوبر 1942، الأسطول 30 تحت قيادة Kptlt. هيلموت روزنباوم.  مع بقاء تركيا محايدة، لم يكن الوصول عبر مضيق البوسفور ممكنًا. تقرر نقل السفن الصغيرة وقوارب الطوربيد وغواصات يو من Bight الألمانية عبر نهر الدانوب إلى البحر الأسود. لم يكن السلف لقناة راين ماين الحديثة على نهر الدانوب في القرن التاسع عشر لودفيغسانال مناسبًا، لذلك كان النقل عبر البر ضروريًا.

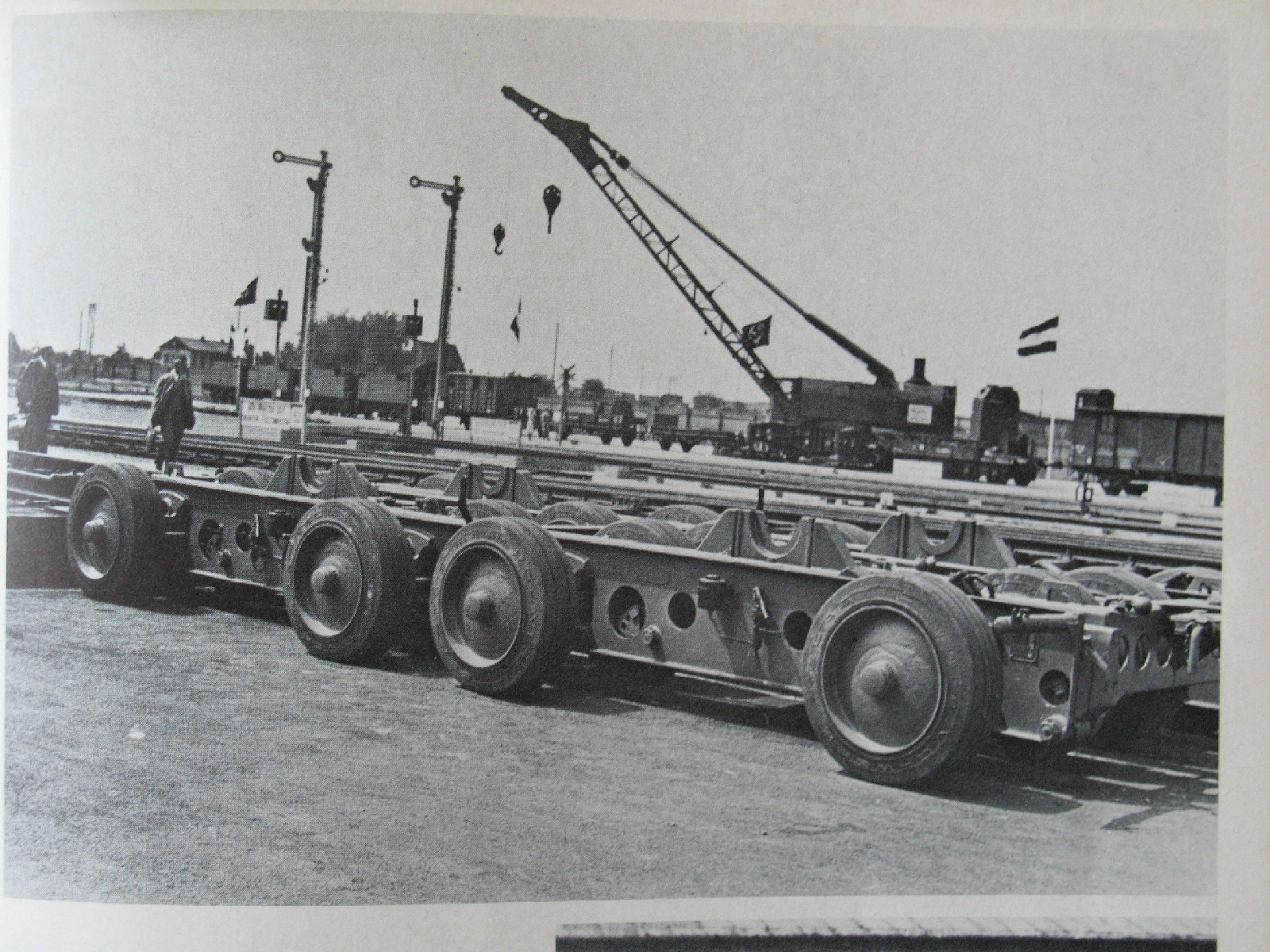
مقطورة Culemeyer 1935 في نورنبرغ

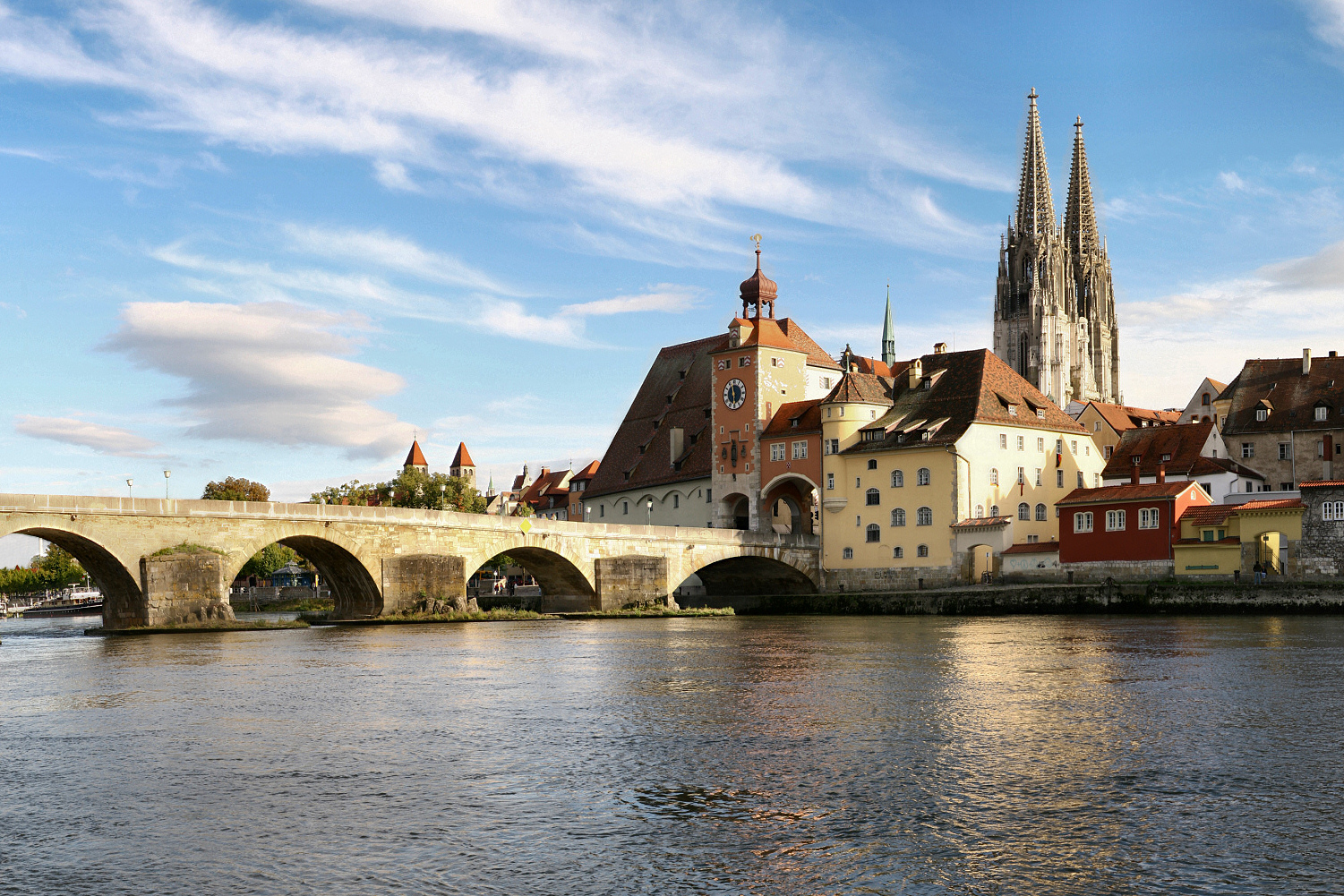
جسر الحجر في ريغنسبورغ

تم تعيين ستة غواصات الفئة الثانية بي الساحلية الصغيرة، والتي كانت في ذلك الوقت بمثابة سفن تدريب في بحر البلطيق في الأسطول. بدءًا من مايو 1942، تم تفكيكها جزئيًا في كيل، لتقليل الوزن والحجم. تم تزويد الهيكل بدرجات أكثر من 90 درجة، ومزود بأجهزة طافية إضافية، وقد تم وزنها 140 طنًا، عبر قناة كيل وعلى نهر إلب حتى دريسدن -بيجاو، حيث تم وضعها على ناقلي طريق كولميير 70 طناً  يجرها Kaelble الجرارات.
بدأت أول غواصة في العمل من ميناء كونستانتسا الروماني في أكتوبر 1942، وكانت آخر غواصة في مايو 1943. على الرغم من أنها تحمل خمسة طوربيدات فقط، كانت غواصات الفئة الثانية فعالة  في مسرح البحر الأسود. في المجموع، أغرقت 26 سفينة مع 45426 طن. كانت الغواصة يو-20 محظوظة  أغرق 15 سفينة للعدو بـ 38,500 طن دون أن تتكبد خسائر بين طاقمها.
عندما حول الرومان دعمهم إلى الجانب الآخر في عام 1944، تم تخريب يو-9 ويو-18 ويو-24 بالقرب من الميناء، وقام السوفييت في وقت لاحق. انتهى تاريخ الأسطول في سبتمبر 1944، عندما اضطُررت غواصاتها الثلاثة الأخيرة يو-19 وU-20 وU-23  لإغراقها في 10 و11 سبتمبر بالقرب من الساحل التركي.

## قادة الأسطول
| المدة الزمنية            | القائد                         |
| ------------------------ | ------------------------------ |
| أكتوبر 1942 - أبريل 1944 | كابيتينلويتننت هيلموت روزنباوم |
| مايو 1944 - يوليو 1944   | Kapitänleutnant كليمنس شولر    |
| يوليو 1944 - أكتوبر 1944 | Kapitänleutnant كلاوس بيترسن   |

## الأدب
- غيرد اندرز: دويتشه يو بوت زوم شوارزن مير . فبراير 1997، (ردمك 3-8132-0520-7)
- غيرد اندرز: دويتشه يو-بوتي إم شوارزين مير . 1984؛ (ردمك 3-7822-0334-8)

## روابط خارجية
- http://www.lexikon-der-wehrmacht.de/Gliederungen/UFlottillen/30-R.htm (بالألمانية)

- هانز مايكل كلوث: U-Boot auf der Autobahn. In: Spiegel-Online vom 5. February 2008 (بالألمانية)

- "Uboat.net". The Flotillas – 30th Flotilla. مؤرشف من الأصل في 2009-11-20. اطلع عليه بتاريخ 2009-11-13.